# Balys Sruoga
Balys Sruoga, né en 1896 à Baibokai et mort en 1947 à Vilnius, est un poète, dramaturge, traducteur et critique littéraire lituanien. Survivant du camp de concentration nazi de Stutthof, il est surtout connu pour La Forêt des dieux (en), récit autofictionnel de cette expérience, fortement censuré par les autorités soviétiques et publié à titre posthume en 1957.

## Biographie

### Jeunesse et éducation
Balys Sruoga naît le 2 février 1896 dans le village de Baibokai, alors rattaché au gouvernement de Kowno, au sein de l’Empire russe, qui avait annexé cette région lituanienne lors des partages de la République des Deux Nations (Lituanie-Pologne). Issu d’une famille paysanne aisée, il fréquente l’école paroissiale Vabalniko à Biržai à partir de 1903, puis le lycée à Panevėžys de 1906 à 1914

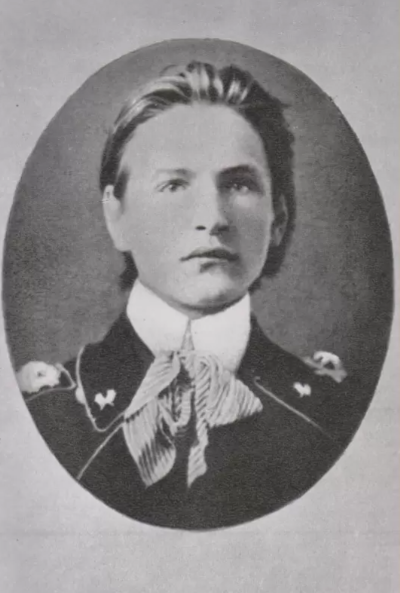
Balys Sruoga en 1915.

À partir de 1912, ses œuvres ont commencé à être publiées dans les journaux Aušrinė, Rygos naujienos, Lietuvos žinios, Naujasis Takas, Vaivorykštė. Après les études secondaires à Panevėžys, il entre à l’Institut forestier de Pétrograd en 1914. Il étudie l'histoire et la philologie à l'université impériale de Saint-Pétersbourg entre 1915 et 1916, puis, la littérature à l'université de Moscou entre 1916 et 1918. En 1918, en raison du chaos et de la famine qui suivent la révolution d’Octobre, il rentre en Lituanie sans terminer ses études.
Entre 1918 et 1919, il enseigne à Vilnius. À l'époque des guerres d'indépendance lituaniennes, voyant que Vilnius allait être occupée par la Pologne, Balys Sruoga quitte la ville à pied et se rend à Kaunas où il travaille au bureau de presse. Entre 1920 et 1923, il fait partie du comité de rédaction du quotidien Lietuva. Il écrit pour les journaux des articles au ton mordant, signés de divers pseudonymes Sirakūzinas, Markizas Tigrui Nėrkonori et Padegėlis Kasmatė. 

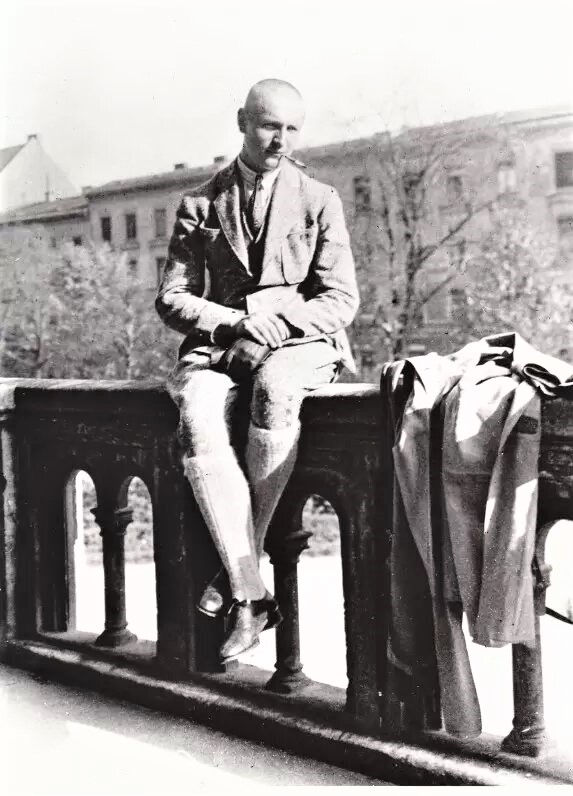
Balys Sruoga, étudiant à Munich en 1923.

En 1921, après avoir reçu une bourse d'études, il poursuit ses études à l'université de Munich. Il étudie la slavistique, le théâtre et l'histoire d'art. En 1924, Sruoga soutient sa thèse présentant une étude comparative entre les chansons folkloriques lituaniennes et slaves et obtient un doctorat en philosophie.

### Retour en Lituanie

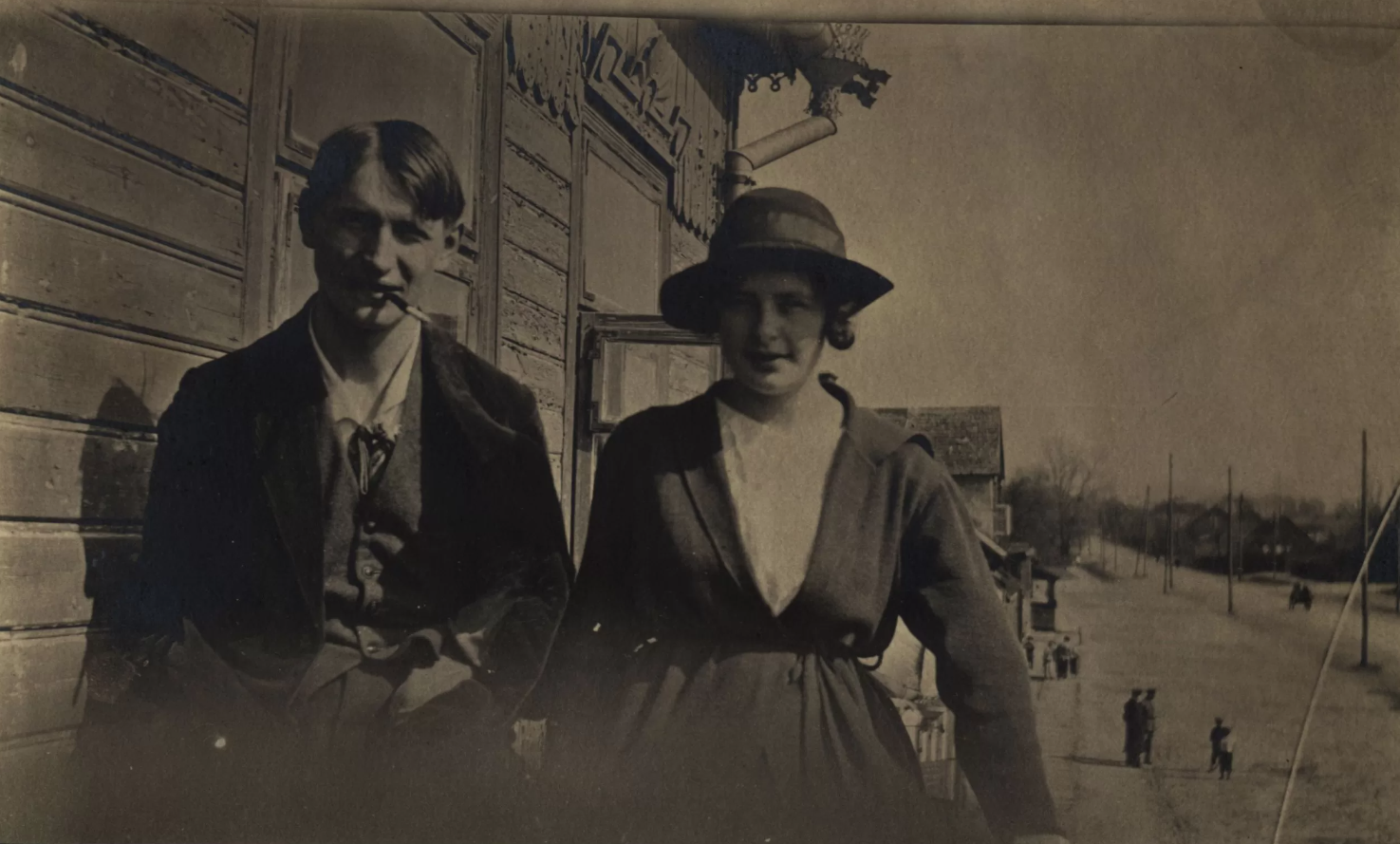
Balys Sruoga and Vanda Daugirdaitė en 1922.

De retour en Lituanie en 1924, il épouse l'historienne Vanda Daugirdaitė (en). Il passe quelques mois à Klaipėda où il travaille à la rédaction de Klaipėdos Žinios. À l'automne 1924, il s'installe à Kaunas. De 1924 à 1940, il enseigne à la faculté des sciences humaines de l'université de Lituanie, où il est professeur de littérature russe et d'histoire du théâtre, dirige des séminaires de slavistique et de théâtre et fonde une troupe de théâtre universitaire. Parallèlement au travail universitaire, il publie de nombreux articles de critique littéraire et théâtrale. Depuis 1932, il occupe une chaire professorale à l'université de Lituanie.
À partir de 1930, il s’affirme comme dramaturge. La même année, à l’occasion du 500e anniversaire de Vytautas le Grand, il participe avec Milžino paunksmė à un concours de pièces de théâtre doté de 10 000 litas. Persuadé de remporter le prix, il s’offre une luxueuse Fiat 514 neuve, mais, n’étant pas récompensé, doit en rembourser longtemps la dette.
En 1939, lorsque la faculté des sciences humaines de l’université Vytautas-Magnus est transférée à Vilnius, il poursuit son activité universitaire et est nommé directeur du nouveau département de théâtrologie. À partir de 1940, il vit à Vilnius. En quinze années de carrière, il publie quatorze ouvrages de littérature et de recherche.

### Vie sous l'occupation
Pendant la première occupation soviétique, en 1941, sous la pression des autorités, il écrit une cantate pro-soviétique et la pièce Apyaušrio dalia. Sous l’occupation allemande, accusé d’activités antinazies, Sruoga est arrêté le 16 mars 1943 et déporté au camp de concentration de Stutthof, près de Gdańsk. En raison de sa maîtrise de plusieurs langues, il est affecté au kommando de prisonniers travaillant au bureau du camp, où il falsifie des ordres pour sauver des camarades de punitions ou de la chambre à gaz. Rapatrié en Lituanie le 13 mai 1945, il enseigne à l’université de Vilnius. La même année, il rédige en deux mois La Forêt des dieux (en), l’un des premiers témoignages au monde sur les camps de concentration nazis. L’ouvrage est sévèrement censuré par les autorités soviétiques, qui en interdisent la publication de son vivant ; il ne paraît qu’en 1957 en Lituanie dans une version largement expurgée.

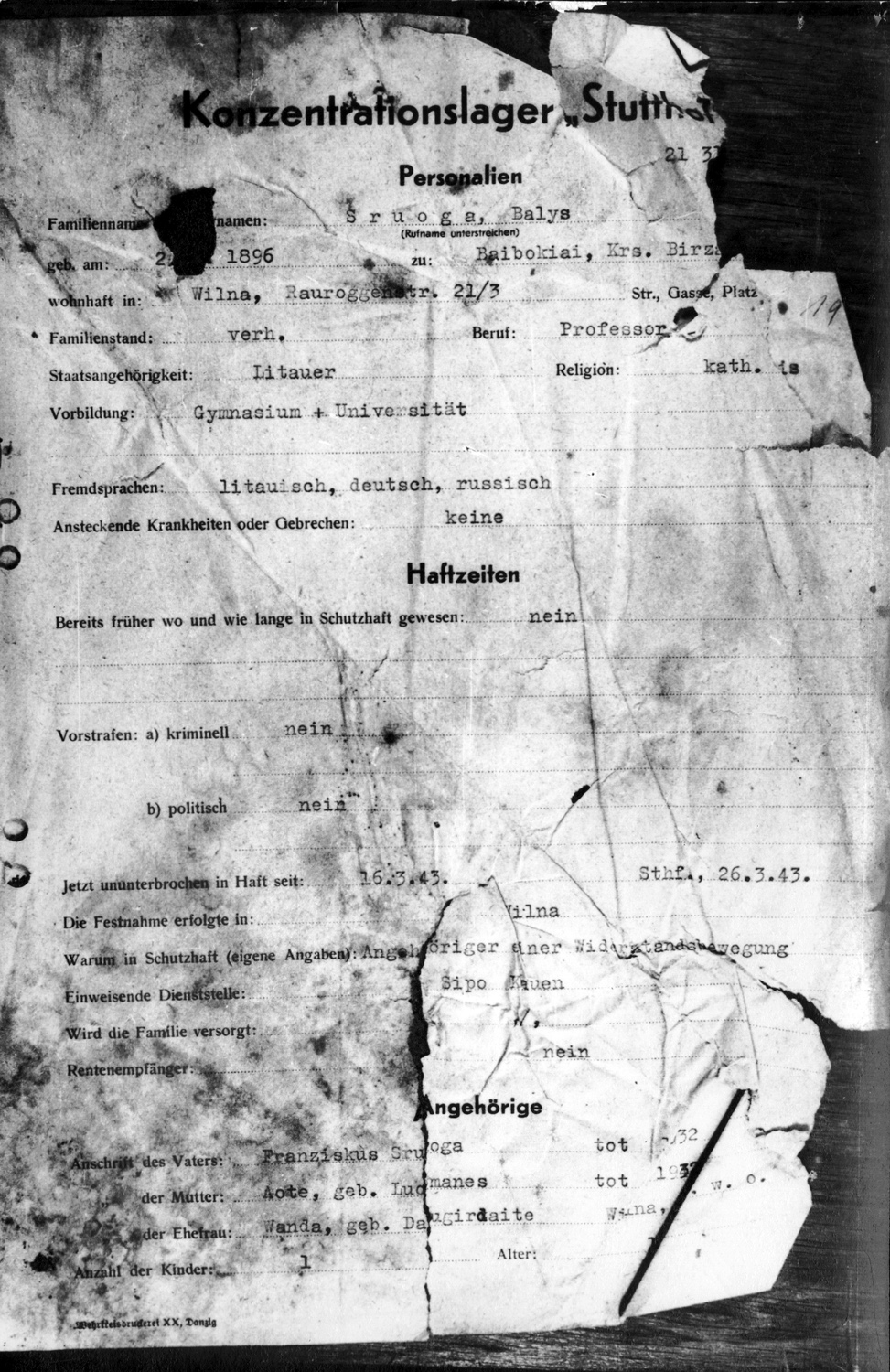
La fiche de Balys Sruoga à Stutthof en 1943.
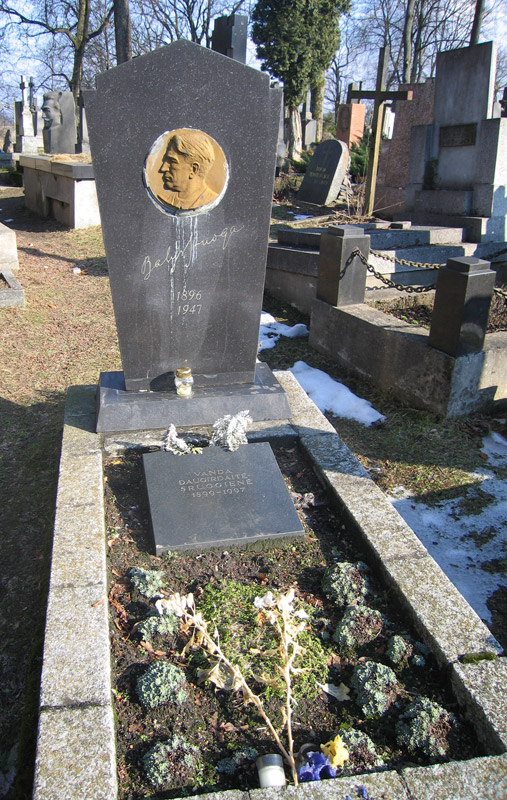
La tombe de Balys Sruoga au cimetière Rasų à Vilnius.
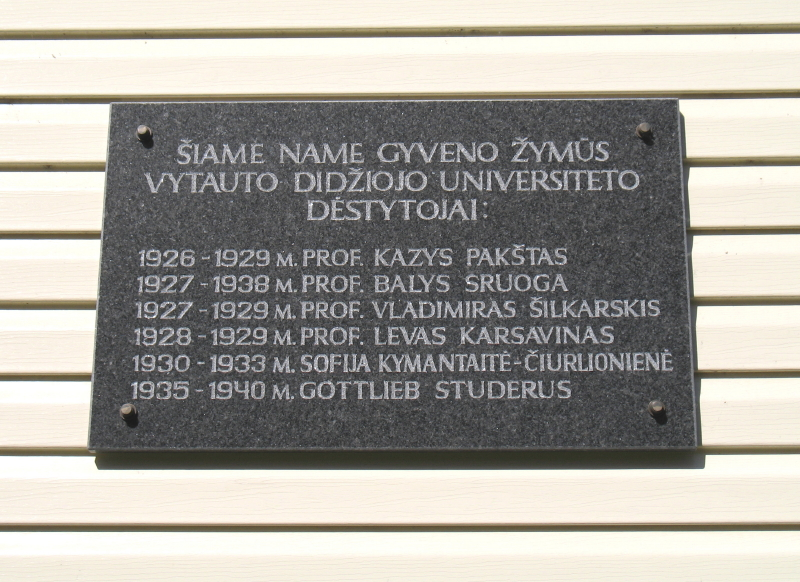
La plaque commémorative à Kaunas.
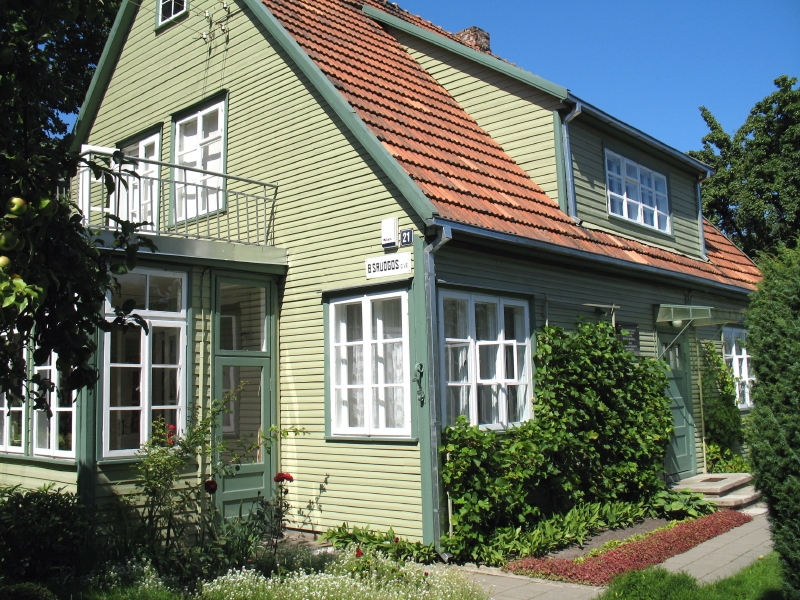
La Maison-musée de Balys Sruoga à Žaliakalnis, Kaunas.

Il meurt le 16 octobre 1947 à Vilnius. Il est enterré au cimetière Rasų (en), à Vilnius.

## Œuvre

### Premières œuvres littéraires poétiques
Ses premiers poèmes publiés dans la presse imitent l’œuvre de Maironis et la poétique des chants traditionnels. Dans les poèmes légendaire Deivė iš ežero (1919) et Jūrūnas (1922), Sruoga décrit la lutte des hommes contre les dieux pour la liberté. Les recueils Saulė ir smiltys (1920) et Dievų takais (1923) se distinguent par une thématique personnelle et la volonté de renouveler la poétique lituanienne. De nature improvisée, ces poèmes reposent sur la musicalité et l’impression passagère, transmettant un sentiment d’infini, de liberté et de puissance de la nature. Conformément à la tradition symboliste, ils sont regroupés en cycles. À Munich, Sruoga écrit le cycle de poèmes d’inspiration expressionniste Miestas (1922). Après ses études à Munich, sa production littéraire s’oriente principalement vers la dramaturgie, en particulier à thématique historique, dans un élan créatif plus rationnel. Il cherche à moderniser la stylistique dramatique, à élargir le répertoire théâtral et à ranimer les figures héroïques de l’histoire lituanienne. Parmi ses œuvres figurent le conte dramatique Aitvaras teisėjas (1935 ; rééd. 1987, représenté en 1946 et 1976), le récit historique sur la campagne de Napoléon en Lituanie Kas bus, kas nebus, bet žemaitis nepražus (avec V. Daugirdaitė-Sruogienė, 1937 ; 2ᵉ éd. 1955) et le poème sur la fondation de Vilnius Giesmė apie Gediminą (1938).

### Dramaturgie
La dramaturgie constitue l’essentiel de l'héritage littéraire de Sruoga. Sa première pièce marquante, Milžino paunksmė (1932 ; rééd. 2011, représentée en 1934, 1974 et 1979), est écrite pour un concours organisé à l’occasion du 500e anniversaire de la mort de Vytautas le Grand. Elle met en scène Jogaila, figure centrale dont la relation avec Vytautas est suggérée par le titre, bien que ce dernier n’apparaisse pas dans la pièce. Présenté comme un roi étranger, lucide sur ses limites et aspirant à la paix, le personnage de Jogaila incarne une approche renouvelée de la tradition lituanienne de la poésie dramatique historique.
La thématique historique domine également d’autres pièces, parmi lesquelles Baisioji naktis (1935, représentée en 1936), Kazimieras Sapiega (écrite entre 1938 et 1941, publiée en 1947, 2ᵉ éd. 1951, représentée en 1979), Algirdas Izborske (1938), Barbora Radvilaitė (inachevée, publiée en 1957), ainsi que le livret de l’opéra de J. Karnavičius Radvila Perkūnas (1935, représenté en 1937).
Au camp de concentration de Stutthof, il compose la pièce Pavasario giesmė (1944 ; publiée en 1957, représentée en 1965 et 1978), qui exalte un amour romantique et impétueux, ainsi que les comédies Uošvė et Dobilėlis penkialapis (représentées en 1973), Prancišiuko marškinėliai et Pagunda (toutes publiées en 1957). De retour en Lituanie, il écrit le cycle lyrique de poèmes d’amour Giesmės Viešnelei Žydriajai (1946 ; publié en 1957) et la pièce Pajūrio kurortas (1947 ; publiée en 1957, représentée en 1975 et 1985).

### La Forêt des dieux
Son œuvre en prose la plus marquante est La Forêt des dieux, récit autofictionnel rédigé en 1945 à son retour du camp de concentration, mais publié seulement en 1957 et adapté au cinéma en 2005 par Algimantas Puipa (en). Le livre se caractérise par un ton ironique, des analyses culturelles approfondies et une prise de distance à l’égard des expériences personnelles et collectives. L’humour, présent dans toute l’œuvre de Sruoga, y prend des accents de grotesque et d’humour noir, donnant à voir un univers absurde. Le thème de la déshumanisation et du déclin de la civilisation – le camp étant présenté comme une station balnéaire et la culture allemande comme passant « du baroque à la baraque » –, ainsi que la posture stoïque et mesurée de l’auteur, rapprochent La Forêt des dieux de la littérature existentialiste occidentale. La Forêt des dieux a été traduit en français en 1967 à partir d’une traduction intermédiaire en russe, elle-même réalisée sur une version fortement censurée, et publiée par les éditions du Progrès de Moscou.

### Traductions
Sruoga a traduit en lituanien des poèmes de Jurgis Baltrušaitis, Alexandre Blok, Valeri Brioussov, Charles Baudelaire, Paul Verlaine, Heinrich Heine et Novalis, ainsi que Le Dit de la Campagne d'Igor (publiée en 1952) et plusieurs livrets d’opéra. Il a également préparé un recueil de chants populaires lituaniens, publié en 1949.

## Postérité

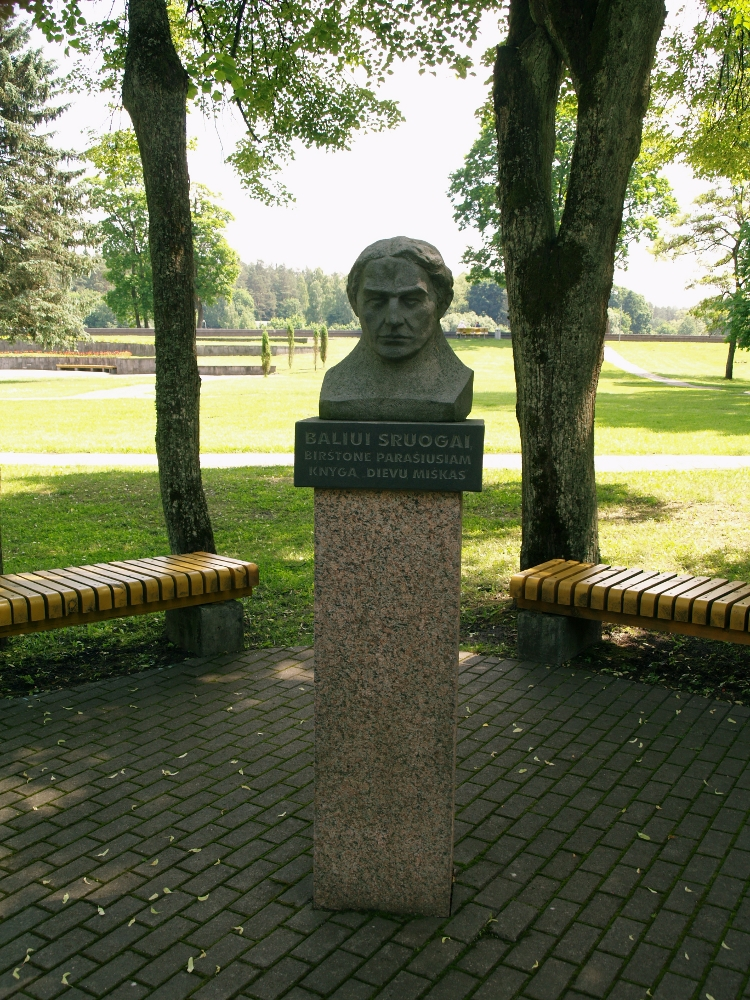
Le monument dédié à Balys Sruoga à Birštonas.

En 1960, le musée Balys et Vanda Sruoga est inauguré à Kaunas. Un film documentaire, Vieno buto istorija: Balys Sruoga, réalisé par Jonas Juozapaitis et Daiva Bilinskienė, lui est consacré en 2018.